# کراسیمیر دونف
کراسیمیر دونف (انگلیسی: Krasimir Dunev؛ زادهٔ ۱۱ سپتامبر ۱۹۷۲) ژیمناست هنری اهل بلغارستان است.